# Никола Пулиеси
Никола Пулиеси (Пулиези) е никополски и дубровнишки епископ през XVIII в.

## Биография
През 1751 г. Рим провожда за глава на Никополската епархия епископ Никола Пулиези с трима мисионери от конгрегацията на баптистините, основана в Рим през 1750 г. в чест на Свети Йоан Кръстител.
С това се поставя началото на ново усилие за обновление дейността на католическите мисии в България и съживяване на вярата след погромите в края на XVII в. и най-вече след Чипровското въстание. През 1767 г. монсеньор Пулиези е назначен за Дубровнишки епископ и на негово място идва Себастиан Канела.
Починал на 8 юли 1778 г.